# Bantam (Huhn)
Die Zwerg-Haushuhnrasse Bantam ist ein weltweit verbreitetes Zierhuhn. Die Tiere wurden in der zweiten Hälfte des 19. Jahrhunderts über England in Deutschland zunächst nur im schwarzen Farbenschlag eingeführt. In Europa wurden viele der 17 Farbenschläge erzüchtet.

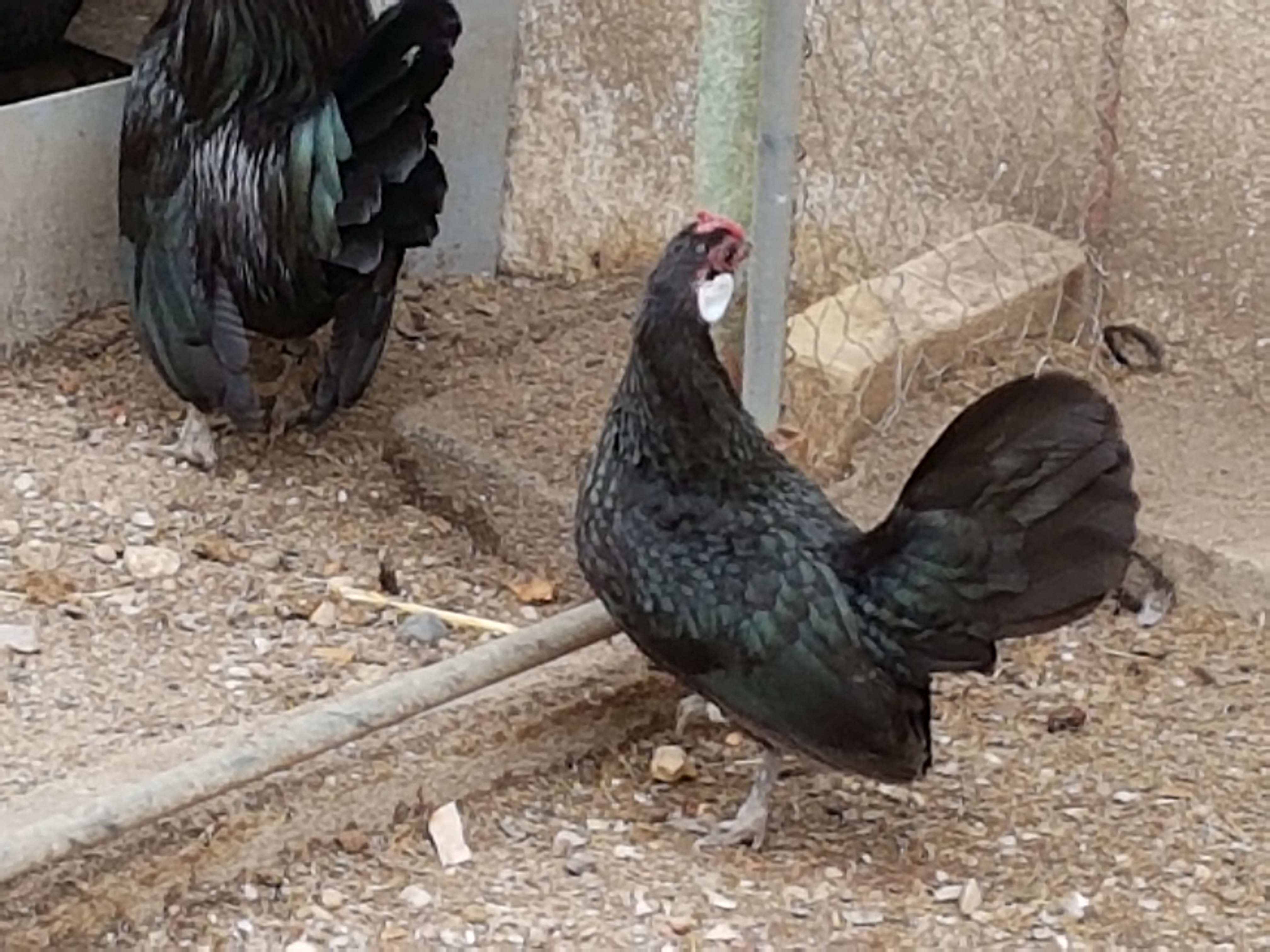
Bantam Henne

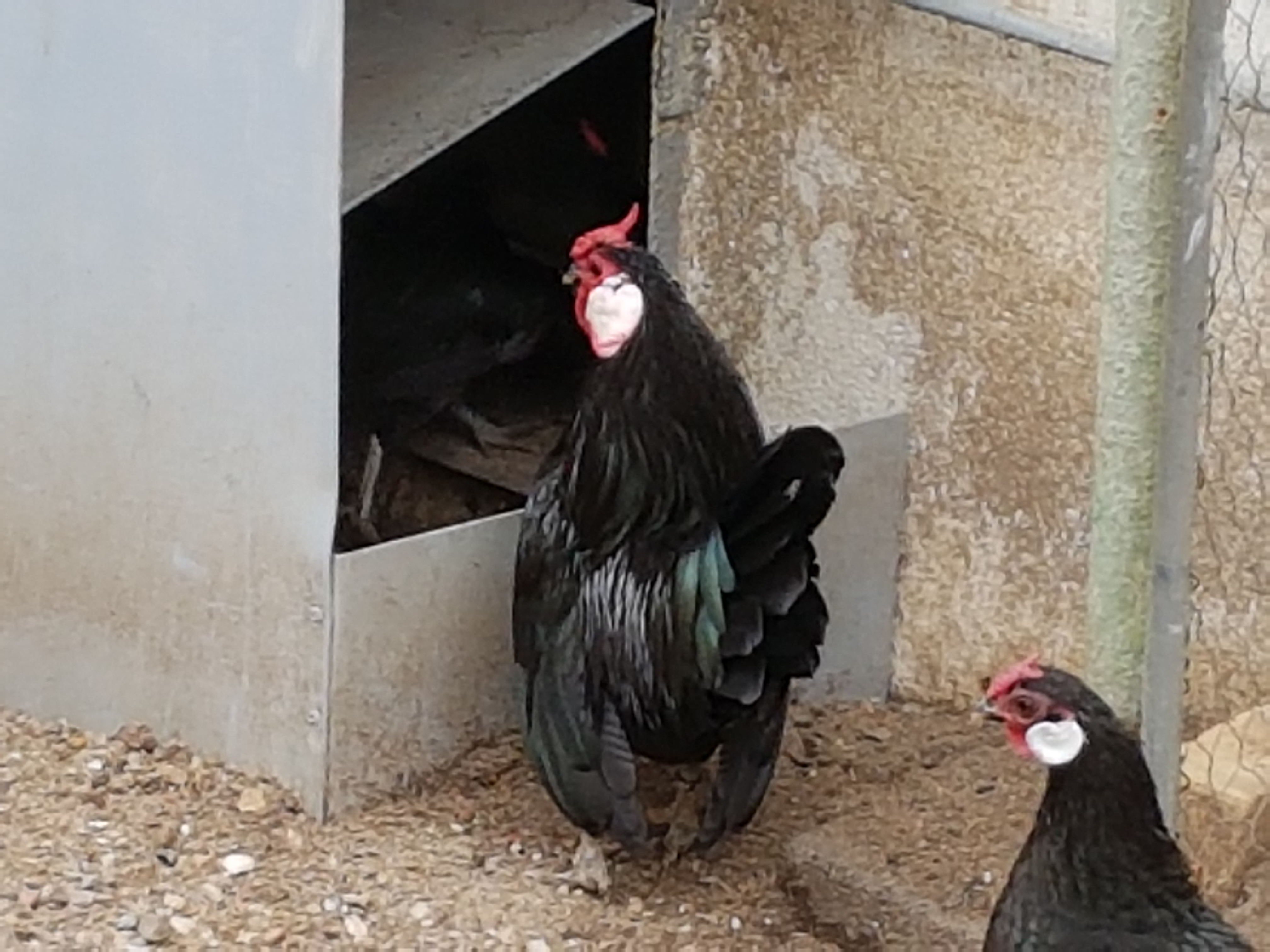
Bantam Hahn

## Eigenschaften
Trotz ihrer geringen Größe sind Bantams recht gute Leger. Diese kecken Hühner werden sehr zutraulich. Sie sind temperamentvoll und gute Flieger; die Einfriedung des Geheges muss also entsprechend hoch sein.
Die Form der Tiere wird von fließenden, runden Linien bestimmt. Die Federn sind breit und der Schwanz des Hahnes ausgeprägt. Auf dem Kopf mit den auffälligen Ohrscheiben sitzt ein Rosenkamm mit Dorn.

## Großform
Eine Großform existiert nicht.

## Verschiedenes
Namensgeber war die indonesische gleichnamige Provinz an der Westspitze von Java.
Vom Bantam stammen auch die Bezeichnungen einiger Gewichtsklassen in verschiedenen Sportarten ab.